# Ханим Султан
Нефісе Ханим Султан (1528–1582) — османська принцеса. Донька османської принцеси Хатідже Султан і візира Османської імперії Ібрагіма Паші, племінниця султана Сулеймана I Пишного.

## Життєпис
Ханим Султан народилася у 1528 році в Стамбулі. Була донькою Хатідже Султан і Ібрагіма-паші. Мала сестру Фюлане Султан. 
Вийшла заміж за Капудан-пашу та народила двох дітей: Султанзаде Ахмеда і Хадідже Несліхан Султан. 
Померла у 1582 році в Стамбулі і була похована в мавзолеї Роксолани. Можливо, Хюррем Султан брала участь у долі дівчинки після смерті батьків.

## У кіно
В турецькому серіалі Величне століття. Роксолана Ханим Султан є прототипом вигаданого персонажу Хуріджихан Султан. Роль виконує акторка Бурджу Озберк.